# ブシロードライブ
ブシロードライブは、ブシロード／ブシロードミュージックが開催する同社所属アーティストなどによるライブイベント。事実上の前身で2009年から2013年まで開催された「ブシロードカードゲームLIVE」についても合わせて説明する。

## 概要
2009年にブシロードが「ブシロードカードゲームLIVE2009」として初開催。当時ブシロードグループは、自身では音楽レーベルは有しておらず、自社のカードゲームに参戦したアニメ・ゲーム作品に関連した出演者やアーティストをレーベル問わず招いて開催するイベントであった。
月日が経ち、ブシロードグループは株式会社響ミュージックを設立、その後、現在の株式会社ブシロードミュージックに発展するとともに自社所属アーティストを擁するようになり、2015年の「ミルキィホームズ Presents ブシロードライブ 2015」では、ブシロードミュージック主催に移管されるとともに、同社所属アーティストや同社からCDをリリースしたアーティストを中心とした開催となった。

## ブシロードカードゲームLIVE2009

### イベント概要
- 開催日
2009年2月1日
- 会場
日本青年館
- 主催
ブシロード

### 出演者
アーティスト
- JAM Project
- Rita
- yozuca*
- ICHIKO
- 喜多修平
- Suara
- 民安ともえ

その他
- 水橋かおり
- 半場友恵
- 南條愛乃
- THE マッシュ（中本順久）
- 橘田いずみ
- はりけ〜んず前田

## ブシロードカードゲームLIVE2010
『「エリーを探せ！」全国声優オーディションツアー全国決勝大会』（探偵オペラ ミルキィホームズのエルキュール・バートン役声優を決める公開オーディション。優勝は仙台地区代表・佐々木未来）とライブ本体（トークパート含む）の2部構成で開催された。

### イベント概要
- 開催日
2010年2月6日
- 会場
中野サンプラザ
- 主催
ブシロード

### 出演者
アーティスト
- 飛蘭
- 喜多修平
- yozuca*
- Suara
- いとうかなこ
- 碧陽学園生徒会（本多真梨子・富樫美鈴・堀中優希）
- 橘田いずみ・三森すずこ・徳井青空
- 横山智佐
- ELISA
- fripSide
- 中村繪里子・今井麻美・原由実・沼倉愛美 from THE IDOLM@STER

トークパート
- 木谷高明
- Theマッシュ
- 前田登（はりけ〜んず）
- 稲村優奈
- あかほりさとる
- 長島☆自演乙☆雄一郎
- 真田アサミ
- 水橋かおり

## ブシロードカードゲームLIVE2011

### イベント概要
- 開催日
2011年2月27日
- 会場
パシフィコ横浜国立大ホール
- 主催
ブシロード

### 出演者
アーティスト
- ミルキィホームズ
- 南條愛乃
- 飛蘭
- 栗林みな実
- 愛美
- 麻生夏子
- JAM Project
- fripSide
- ELISA
- 三森すずこ
- FUNKIST
- 原由実・沼倉愛美・浅倉杏美
- いとうかなこ・志倉千代丸

司会
- Theマッシュ
- 榎本温子

トーク
- 木谷高明
- 長島☆自演乙☆雄一郎
- 森嶋秀太
- DAIGO
- 真島ヒロ
- 西本英雄

## ブシロードカードゲームLIVE2012
首都圏から離れ、愛知県での開催となった。ODS（Other Digital Stuff）として全国の劇場で生中継された。

### イベント概要
- 開催日
2012年3月10日
- 会場
愛知県芸術劇場大ホール
- 企画制作
ブシロード／角川メディアハウス
- 協力
響／角川映画フィルムインク

### 出演者
- JAM Project
- ミルキィホームズ
- 愛美
- 佐咲紗花
- CooRie
- yozuca*
- 南條愛乃
- 麻生夏子
- μ's from ラブライブ!

## ブシロードカードゲームLIVE2013
前年に引き続き、首都圏外での開催となってODSで全国中継された。

### イベント概要
- 開催日
2013年3月24日
- 会場
グランキューブ大阪メインホール

### 出演者
アーティスト
- サイキックラバー
- 黒崎真音
- KOTOKO
- Rita
- 愛美
- ミルキィホームズ
- μ's
- 小倉唯
- 三森すずこ
- 海保えりか
- 佐々木未来
- 新田恵海
- 宮崎羽衣
- 桜咲千依

MC
- たみやすともえ
- 森嶋秀太

## ミルキィホームズ&ブシロード7周年記念ライブ in 横浜アリーナ
ブシロードライブとミルキィホームズ単独ライブの2部構成。この年から「カードゲーム」の文字が消える。

### イベント概要
- 開催日
2014年5月24日
- 会場
横浜アリーナ
- 主催
TOKYO MX／ブシロード
- 協賛
グッドスマイルカンパニー

### 出演者
ブシロードライブ
- 愛美
- 小野正利
- 黒木智子(CV:橘田いずみ)
- サイキックラバー
- Suara
- 鈴木千尋＆サエキトモ
- DAIGO
- 奈々菜パル子(CV:徳井青空)
- 新田恵海
- BUSHI★7（DAIGO、YOFFY（サイキックラバー）、IMAJO（サイキックラバー）、Suara、橘田いずみ、三森すずこ、森嶋秀太）
- 三森すずこ
- μ's
- LiSA

ミルキィホームズ ライブ 冒険☆ミルキィロード!!
- ミルキィホームズ シスターズ
- 南條愛乃
- 明坂聡美

## ミルキィホームズ Presents ブシロードライブ 2015
2015年12月13日に開催された。
これまではブシロード主体で開催されてきたが、今回はブシロードミュージックが主催となり、アーティスト枠は同社所属・リリースアーティストのみの出演となる。
また、“ミルキィホームズ Presents”と銘打たれている。

### イベント概要
- 開催日
2015年12月13日
- 会場
有明コロシアム
- 主催
ブシロードミュージック
- 協賛
ブシロード
- 制作
バンダイナムコ・ライブクリエイティヴ

### 出演者
アーティスト
- ミルキィホームズ（総合司会兼任）
- Poppin' Party
- 新田恵海
- 三森すずこ
- サイキックラバー
- 中ノ森文子
- STARMARIE
- 高橋秀幸
- ラミーラビリンス

その他
- 木谷高明
- 森嶋秀太

VTR出演
- 大平峻也
- 健人
- DAIGO

## ミルキィホームズ&ブシロード10周年&スクフェス4周年記念ライブ in 横浜アリーナ
ブシロード創立10周年を記念した今回は、7周年記念時と同様に、横浜アリーナにて開催。ブシロードライブ、スクフェス4周年記念ステージ、ミルキィホームズ単独ライブの3部構成となる。
仮タイトルの「ブシロード10周年ライブ in横浜アリーナ」を経て、7周年時同様2部構成の「ミルキィホームズ＆ブシロード10周年ライブ in横浜アリーナ」として発表されていたが、後に間の“1.5部”を追加（当初1部出演と発表されていたAqoursを1.5部に移動）し、「ミルキィホームズ＆ブシロード10周年＆スクフェス4周年記念ライブ in横浜アリーナ」とすることが発表された。

### イベント概要
- 開催日
2017年4月30日
- 会場
横浜アリーナ
- 主催
ブシロードミュージック
- 制作
バンダイナムコライブクリエイティブ
- 後援
ブシロード／TOKYO MX

### 出演者
1部：ブシロード10周年ライブ
- STARMARIE
- どうぶつビスケッツ×PPP（けものフレンズ)
- Poppin’Party
- 三森すずこ
- めがみめぐり［ツクモ(CV：伊藤彩沙)、アマテラスオオミカミ(CV：尾崎由香)］
- Raychell
- Roselia

1.5部：スクフェス4周年記念ステージ
- Aqours（ラブライブ!サンシャイン!!)

2部：ライブ ミルキィホームズ横濱行進曲
- ミルキィホームズ

## ブシロードカードゲームライブ with 戦略発表会2017夏
4年ぶりに『ブシロードカードゲームライブ』として、ブシロード戦略発表会2017年夏との同時開催の形で開催された。

### イベント概要
- 開催日
2017年7月30日
- 会場
有明コロシアム
- 主催
ブシロード
- 制作
エイベックス・エンタテインメント、ブシロードミュージック

### 出演者
アーティスト
- 新田恵海
- 徳井青空
- 橘田いずみ
- 伊藤彩沙
- 尾崎由香
- 相羽あいな
- 中ノ森文子
- 夏代孝明
- STARMARIE
- サイキックラバー
- 奈々菜パル子(CV.徳井青空) ＆ もりしー(大盛爆役 森嶋秀太)
- 鈴木このみ
- Raychell feat.大塚紗英
- ラミーラビリンス
- 前島亜美（「バンドリ！ガールズバンドパーティ！」Pastel＊Palettes 丸山彩役）

総合司会
- 橘田いずみ
- 森嶋秀太

## ブシロード15周年記念ライブ in ベルーナドーム
ブシロード創設15周年を記念し、ブシロードライブとして6年ぶりに開催された。

### イベント概要
- 開催日
2022年11月13日
- 会場
西武ドーム（ベルーナドーム）
- 主催
ブシロード

### 出演者
アーティスト
- 一柳隊
- D4DJ（前島亜美、もものはるなを除く[11]）
- スタァライト九九組（生田輝を除く[12]）
- ミルキィホームズ（ミルキィホームズ、フェザーズ）
- わいわいわい from Aqours
- 虹ヶ咲学園スクールアイドル同好会（大西亜玖璃、前田佳織里、小泉萌香）
- 令和のデ・ジ・キャラット（バーチャルD.U.P.、奥井雅美）